# Rosendal (Faxe Sogn)
 For alternative betydninger, se Rosendal. (Se også artikler, som begynder med Rosendal)
Rosendal er et gods i Faxe Sogn på Sjælland.
Gården hed oprindeligt Totterup eller Totterupholm. Omkring 1554 erhvervede den kendte adelsdame Ide Munk, som enke efter Oluf Rosenkrantz til Vallø, sin hovedgård her, men i øvrigt med bøndergods spredt over Sjælland, Fyn mm. Muligvis blev voldgravene anlagt i hendes tid. Den ældste lade i bindingsværk stammer formentlig fra 1600-tallet.
Efter Ide Munk blev Totterupholm arvet fra datter til datter, der var gift med godsejere. Efter Ide Munks død i 1586 arvede datteren, Mette Rosenkrantz til Vester-Vallø, enke efter Steen Jensen Rosensparre og Peder Oxe, gården. Da hun døde i 1588, arvede datterdatteren Jytte Gyldenstierne stedet. Hun var gift med først Peder Juel til Gjorslev (død 1612) og siden Christian Grubbe til Lystrup (død før 1642). Efter hendes død arvede sønnen Peder Grubbe såvel Lystrup som Totterupholm.
Knud Ulfeldt til Svenstrup, der faldt mod svenskerne i 1657. I deres tid udvidedes Totterupholms areal væsentligt mod syd. Totterupholm blev dog i 1644 solgt til Edel Rosenkrantz, enke efter Gabriel Laxmand til Frøslevgård (død 1642). Hun blev i 1646 gift med godsejeren og generalkrigskommissæren Knud Ulfeldt, der faldt i krig i Skåne i 1657.
Knud Ulfeldts datter af første ægteskab, Margrethe Ulfeldt, arvede 1684 en del af Totterupholm og købte resten til. Hun var gift med godsejeren, den kendte admiral Niels Juel. Hendes datterdatter Anna Margrethe Krag var gift med godsejeren Christian Juel, der havde købt nabogodset Strandegård. Da deres datter Hedevig Sophie Juel 1734 blev gift med major og arkitekt Holger Rosenkrantz, samledes interessen virkelig omkring godset Totterupholm selv. Holger Rosenkrantz var ikke mindst aktiv for at udnytte sine egne og nabogodsers betydelige kalkforekomster.
Godset Totterupholm blev i 1749 oprettet som Baroniet Rosenlund med Holger Rosenkrantz som friherre. Han døde barnløs i 1785 og hans nevø Iver Rosenkrantz solgte 1788 godset til den borgerlige ejer Haagen Chr. Astrup, hvorved baroniet opløstes og derpå blev godsets navn Rosendal. Efter de følgende borgerlige ejere købte lensgreve Christian Conrad Sophus Danneskiold-Samsøe sammen med sine to svogre Rosendal, primært for at udnytte kalkforekomsterne.
De oprindelige bygninger fra herregården Totterupholm kendes kun som grundrids fra slutningen af 1700-tallet, og synes ikke at være blevet afbilledet nogensinde. I 1838 blev hovedfløj og sidebygninger revet ned, og en fuldstændig nyopførelse af hovedgården gennemførtes under Gustav Holck-Winterfeldt. Der byggede nye avlsbygninger, men først 1847-49 blev den ny hovedbygning i to etager opført i Faxe kalksten. Den tegnedes af den kendte arkitekt Michael Gottlieb Bindesbøll.
Efter at Hans Michael Jebsen i 1999 havde erhvervet Rosendal gods, foretog han en gennemgribende modernisering af hele hovedgården, men med respekt for dens særlige præg fra midten af 1800-tallet.
Rosendal Gods er på 438 hektar

## Ejere af Rosendal
- (ca 1554-1586) oprettet af Ide Munk enke efter Oluf Nielsen Rosenkrantz
- (1586-1588) arvet af datteren Mette Olufsdatter Rosenkrantz gift (1)Steen Rosensparre (2)Peder Oxe
- (1588-1642) arvet af datterdatteren Jytte Prebensdatter Gyldenstierne gift (1)Peder Juel (2)Christian Grubbe
- (1642-1643) arvet af sønnen Peder Grubbe
- (1644-1646) solgt til Edel Rosenkrantz gift (1) Gabriel Laxmand (2) Knud Ulfeldt
- (1684-1703) arvet af steddatteren Margrethe Knudsdatter Ulfeldt gift med Niels Juel
- (1703-1722) arvet af datteren Sophie Nielsdatter Juel gift med Niels Krag
- (1722-1733) arvet af datteren Anna Margrethe Nielsdatter Krag gift med Christian Juel
- (1733-1785) arvet af datteren Hedevig Sophie Juel gift med Holger Rosenkrantz
- (1785-1788) arvet af Holger Rosenkrantz' brodersøn Iver Rosenkrantz
- (1788-1801) solgt til Haagen Christian Astrup
- (1801-1803) solgt til Lauridz Moss Hofgaard og Carl Adolph Stampe
- (1803-1806) derefter Lauridz Moss Hofgaard eneejer
- (1806-1823) solgt til Christian Conrad Sophus Danneskiold-Samsøe og svogre Holsten
- (1823-1837) enken Johanne Henriette Valentine Kaas, gift Danneskiold-Samsøe
- (1837-1886) solgt til svigersøn Carl Gustav Christian Holck-Winterfeldt
- (1886-1930) arvet af sønnen Frederik Sophus Flemming Holck-Winterfeldt
- (1930-1941) arvet af søstersønnen Helge Ernest Knuth
- (1941-1942) arvet af broderen Flemming Knuth
- (1942-1980) arvet af brodersønnen Kjeld Gustav Knuth-Winterfeldt
- (1972-1999) overdraget sønnen Ditlev Helge Knuth-Winterfeldt
- (1999-) solgt til Hans Michael Jebsen

|  | Denne artikel om en bygning eller et bygningsværk kan blive bedre, hvis der indsættes et (bedre) billede. Du kan hjælpe ved at afsøge Wikimedia Commons for et passende billede eller lægge et op på Wikimedia Commons med en af de tilladte licenser og indsætte det i artiklen. |